# Razvlečenie dlja staričkov
Razvlečenie dlja staričkov (Развлечение для старичков) è un film del 1976 diretto da Andrej Razumovskij.

## Trama
Cinque pensionati, ex lavoratori di alta qualifica, hanno deciso di montare un autobus fuoristrada da veicoli smontati durante i test. Quando il fuoristrada era quasi pronto, la loro idea cominciò a essere minacciata di essere inviata a rottami metallici - e poi i vecchi iniziarono ad allattare al seno per proteggerla.